# Cupuazú
De cupuazú (Theobroma grandiflorum) is een plant uit de kaasjeskruidfamilie (Malvaceae). De soort is samen met de macambo (Theobroma bicolor) na de cacao (Theobroma cacao) de meest geteelde soort uit het geslacht Theobroma. 
Het is een middelgrote, groenblijvende boom. Deze soort heeft de grootste bloemen en vruchten van alle soorten uit het geslacht Theobroma. De bladeren zijn afwisselend geplaatst, gaafrandig, enigszins gegolfd, lancetvormig, stevig-leerachtig, aan de bovenkant donkergroen en aan de onderkant lichter en dof. De bladsteel is roodbruin, viltig en tot 2 cm lang. De bladschijf is tot 55 × 15 cm groot.
De bloemen staan met drie tot vijf stuks op korte stelen in schermachtige bloeiwijzen. Ze bestaan uit vijf driehoekige, vrije of deels vergroeide kelkbladeren en vijf purperrode, fluwelig behaarde, vrije, lepelvormige kroonbladeren.
De vruchten zijn breed-elliptisch tot eivormig, tot 35 × 15 cm groot en tot 1,5 kg zwaar. De schil is hard, houtig, tot 1 cm dik en bedekt met pluizig, roodbruin vilt. In de enige vruchtkamer liggen tot vijfentwintig lichtbruine, eivormige, harde, tot 3 × 2,3 cm grote zaden die worden omgeven door dikke, gelig-witte, sappige, vezelige pulp met een aromatische zoetzure smaak.
De zaden bevatten theacrine en de pulp is rijk aan pectine en vitamine C. Van de pulp kan sap en gelei worden gemaakt. Ook kan het worden verwerkt in gebak, zoetwaren en likeur. De zaden kunnen worden verwerkt tot cupulade, wat vergelijkbaar is met cacao die tot chocolade wordt verwerkt.
De cupuazú komt van nature voor in het Amazonebekken in Brazilië en Peru, waar zowel wordt geoogst van gekweekte als van wilde bomen. Tevens wordt de soort gekweekt op kleine schaal in Colombia, Costa Rica, Ecuador en Venezuela.